# Sphenarches caffer
Sphenarches caffer is een vlinder uit de familie vedermotten (Pterophoridae). De wetenschappelijke naam van deze soort is voor het eerst geldig gepubliceerd in 1851 door Zeller.
De soort komt voor in tropisch Afrika.